# 빌라노바포루
빌라노바포루(Villanovaforru, 사르데냐어: Biddanoa de Forru)는 이탈리아 사르데냐 주 수드사르데냐도에 있는 코무네이다. 칼리아리에서 북서쪽으로 약 50 킬로미터 (31 mi) 떨어져 있고 산루리에서 북서쪽으로 약 8 킬로미터 (5 mi) 떨어져 있다. 2004년 12월 31일 기준으로 인구는 709명이고 면적은 11.0 제곱킬로미터 (4.2 mi2)이다.
빌라노바포루는 다음 코무네와 접한다: 콜리나스, 루나마트로나, 산루리, 사르다라.